# Indicació (medicina)
En medicina, una indicació és una raó vàlida per emprar una prova diagnòstica, una medicació, una cirurgia, o altre procediment mèdic.
En molts països, les indicacions per a les medicacions estan regulades estrictament pels organismes federals, provincials, municipals; col·legis professionals, i un "organisme específic" que autoritza la inclusió en el "marbete" de la frase "Indicacions i ús".
L'oposat a "indicació" és contraindicació.